# Klometiazol
A klometiazol (INN: clomethiazole) rövid hatástartamú, görcsoldó hatással is rendelkező nyugtató/altató.
Javallatok:
- időskori nyugtalanság, agitáltság, zavartsági állapotok, alvászavarok
- heveny alkoholmegvonási tünetek
- delirium tremens kezelése, amennyiben az adagolás szájon át megoldható.

Ellenjavallatok:
- heveny légzési elégtelenség
- apnoe(en) (átmeneti légzésmegállás).

## Hatása
Kémiai szerkezetét tekintve a klometiazol szoros kapcsolatban van a B1-vitamin tiazol részével.
Gátolja a kísérletesen kiváltott görcsöket és epilepsziás rohamot. Serkenti a GABA és a glicin gátló hatású neurotranszmitterek hatását, de nem befolyásolja az acetilkolin és az adenozin által közvetített idegi jelátvitelt. A barbiturátokkal ellentétben a klometiazolnak nincs hatása a serkentő aminosavak (glutaminsav és aszparaginsav) általi ingerület-átvitelre.
A GABA potenciálás lehetséges módja a GABAA receptor(en) klorid ioncsatornáján keresztül megvalósuló interakció. E mellett a klometiazolnak közvetlen hatása is van a klorid ioncsatornára. Mindezek a tények azt jelzik, hogy a klometiazol hatásmechanizmusa eltér a benzodiazepinekétől és a barbiturátokétól.
A klometiazolról kimutatták, hogy hatékony bizonyos görcsoldó szerekre (pl. tiopentál, diazepám) a nem gyógyítható status epilepticus(en) kezelésében.

## Alkalmazás
A szedéskor a beteg lehetőleg ne a hátán feküdjék, mert a szer mellékhatásaként a légutakban fokozott lehet a váladékképződés.
A klometiazollal együtt fogyasztott alkohol – különösen májzsugorban szenvedő betegekben – fatális légzési elégtelenséghez vezethet, még rövid idejű gyógyszerelés esetén is.
Az alkoholizmust kísérő közepesen súlyos májkárosodás nem zárja ki a klometiazol kezelést, de a megnövekedett biohasznosulás és a késleltetett kiürülés a dózis csökkentését teheti szükségessé.
Fokozott óvatosság szükséges súlyos máj- illetve májfunkció-károsodás esetén.
Az adagot egyedileg, titrálással kell beállítani. Javasolt adagok:
- időskori nyugtalanság, izgatottság és zavartság esetén 3×200 mg
- időskor alvászavarok: lefekvés előtt először 200, szükség esetén 400 mg
- heveny alkohol megvonási tünetek: a kezelés kórházban, kivételes esetben erre specializálódott szakambulancián végezhető. A klometiazol csak a tüneteket enyhíti, az alkoholizmusnak nem gyógyszere.
  - kezdő adag: 400–800 mg
  - első 24 óra: 1,8–2,4 g 3–4 részre osztva
  - második nap: 1,2–1,6 g 3–4 adagra elosztva
  - harmadik nap: 800–1200 mg 3–4 adagra elosztva
  - negyedik–hatodik nap: fokozatos dóziscsökkentés a kezelés befejezéséig
  - a gyógyszer adása 10 napon túl nem javallt.
- delirium tremens: 400–800 mg.

Túladagolás esetén fejfájás, szédülés, hányás, remegés léphet fel. A súlyos túladagolás mély kómás eszméletlenséget idézhet elő, amit légzési nehézség, szívelégtelenség követhet. A klometiazolnak nincs ellenszere.

## Készítmények
A nemzetközi gyógyszerkereskedelemben:
- Chloro-S.C.T.Z.
- Distraneurin
- Distraneurine
- Emineurina
- Heminervrin
- Hemineurin
- Somnevrin

Edizilát alakban:
- Hemineurine
- Heminevrin

Magyarországon:
- HEMINEVRIN 300 mg lágy kapszula

## Fordítás
Ez a szócikk részben vagy egészben  a   Clomethiazole című angol Wikipédia-szócikk fordításán alapul.  Az eredeti cikk szerkesztőit annak laptörténete sorolja fel. Ez a jelzés csupán a megfogalmazás eredetét és a szerzői jogokat jelzi, nem szolgál a cikkben szereplő információk forrásmegjelöléseként.